# Drakblodsträd

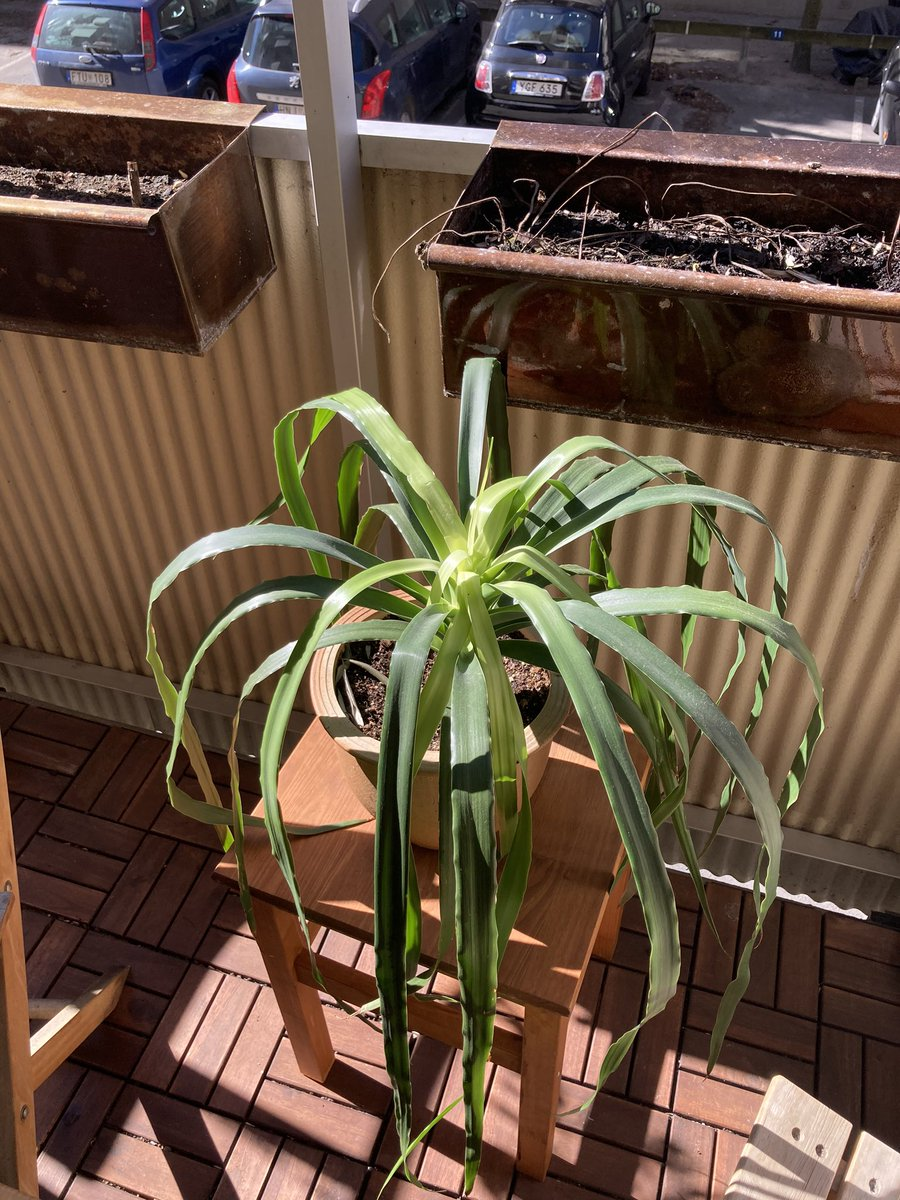
Ungt exemplar, cirka 1 år gammal växt.

Drakblodsträd (Dracaena draco) är ett liljeträd i familjen Sparrisväxter. Det växer bland annat på Kanarieöarna, Kap Verdeöarna och Madeira. I Marocko växer underarten subsp. ajgal A.Benabid & F.Cuzin. Drakblodträdet är ön Teneriffas symbolväxt.
Drakblodsträd är ett städsegrönt, upp till  20 meter högt träd. Det är gaffelgrenigt och bildar med tiden en rundad krona. Barken är slät och silvergrå. Bladen är smalt linjära till lansettlika, de är daggiga och sitter samlade i spetsen på grenarna. Det blommar mellan juli och september. 
Om stammen skadas så sipprar det fram en blodröd harts, drakblod, som inom naturmedicin och alkemi varit prisat för sina magiska krafter. Drakblod är helt verkningslöst mot sjukdomar men såldes ändå på svenska apotek en bit in på 1900-talet. Detta harts används även till att färga marmor, och en viss typ av fernissa som används till fioler.
På Teneriffa i orten Icod de los Vinos finns det berömda tusenåriga drakblodsträdet som numer är omgivet av en liten trädgård. Att trädet är tusentals år gammalt kan nog anses vara en skröna, modern undersökning uppskattar åldern till cirka 400 år. Att bestämma åldern på liljeträd är svårt eftersom inga årsringar utvecklas.
Som vildväxande är drakblodsträd numera mycket sällsynta, men som prydnadsväxt är den mycket omtyckt och finns planterad runt Medelhavet, men även i parker utanför Europa. På Madeira återstår endast två vildväxande exemplar sedan ett tredje rasade i havet under en storm 1982. Nyligen upptäcktes på Gran Canaria en ny art av släktet Dracaena.
Drakblodsträd kan odlas som krukväxt i Sverige.

## Underarter
Två underarter kan urskiljas:
- subsp. draco - har blad som blir 110 cm långa och 4 cm breda. Blomskaften är 5-10 mm långa. Kalkbladen kan vara vita, rosa, röda eller grönvita, 7-11 mm långa. Blompipen blir 1,5-4 mm lång. Ståndarknapparna är grönaktiga.
- subsp. ajgal - har blad som blir 60 cm långa och 3 cm breda. Blomskaften är 1-4 mm långa. Kalkbladen är grönvita, 7-8 mm långa. Blompipen blir 1-2 mm lång. Ståndarknapparna är gula.

## Synonymer och auktorer
subsp. draco
- Asparagus draco L.
- Draco draco (L.) Lindinger nom. illeg.
- Yucca draco (L.) Carrière

subsp. ajgal A.Benabid & F.Cuzin